# Jukkasjärvi socken
Jukkasjärvi socken ligger i Lappland, ombildades 1948 till Kiruna stad och är sedan 1971 en del av Kiruna kommun, från 2016 inom Jukkasjärvi och Vittangi distrikt.
Socknens areal är 14 137 kvadratkilometer, varav 13 181 land. År 2000 fanns här 22 253 invånare. Tätorten Kiruna med kyrkan Kiruna kyrka samt tätorten och kyrkbyn Jukkasjärvi med sockenkyrkan Jukkasjärvi kyrka ligger i socknen.

## Historia

### Fornlämningar
Cirka 15 boplatser från stenåldern är funna och över 1 000 fångstgropar har påträffats. Från den samiska kulturen är ett tiotal offerplatser kända.

### Tidigmodern historia
När Jukkasjärvi socken bildades i början av 1600-talet bestod befolkningen helt av samer som var organiserade i de två historiska lappbyarna Siggevara och Tingevara.
På 1630-talet började nybyggare flytta in från nedre Tornedalen. Det första nybygget var Kuoksu, som anlades av Jöns Jönsson Pirkkoi från Hedenäset. Omkring 1650 anlades Lainio av Klemet Olofsson Hietaniemi från samma by. Därefter följde Ullatti på 1670-talet, Keinosuando 1673 och Vittangi 1674. Korpralen Olof Mickelsson Törnqvist slog sig ned vid Soutujärvi på 1680-talet och grundade en by som senare förflyttades till Puoltikasvaara och Skaulo vid samma sjö. Parakka anlades också på 1680-talet av Henrik Mickelsson, som kan ha varit same. Andra samiska nybyggen var Piilijärvi (1715), Killingi (1725) och Vettasjärvi (1738). Fram till 1738 tillkom även Soppero. Av dessa överfördes Ullatti, Keinosuando, Soutujärvi, Killingi och Vettasjärvi till Gällivare socken i samband med dess bildande på 1740-talet.

### Administrativ historik
Jukkasjärvi socken bröts 1606 ut ur Enontekis socken under namnet Simojärvi socken som namnändrades till det nuvarande 1673.
När 1862 års kommunreform genomfördes i Lappland 1874 överfördes ansvaret för de kyrkliga frågorna till Jukkasjärvi församling och för de borgerliga frågorna till Jukkasjärvi landskommun. År 1913 utbröts ur församlingen Vittangi församling. Landskommunen ombildades 1948 till Kiruna stad som 1971 ombildades till Kiruna kommun.
1 januari 2016 inrättades distrikten Jukkasjärvi och Vittangi, med samma omfattning som motsvarande församlingar hade 1999/2000 och fick 1913, och vari detta sockenområde ingår.
Socknen har tillhört fögderier, tingslag och domsagor enligt vad som beskrivs i artikeln Lappland.

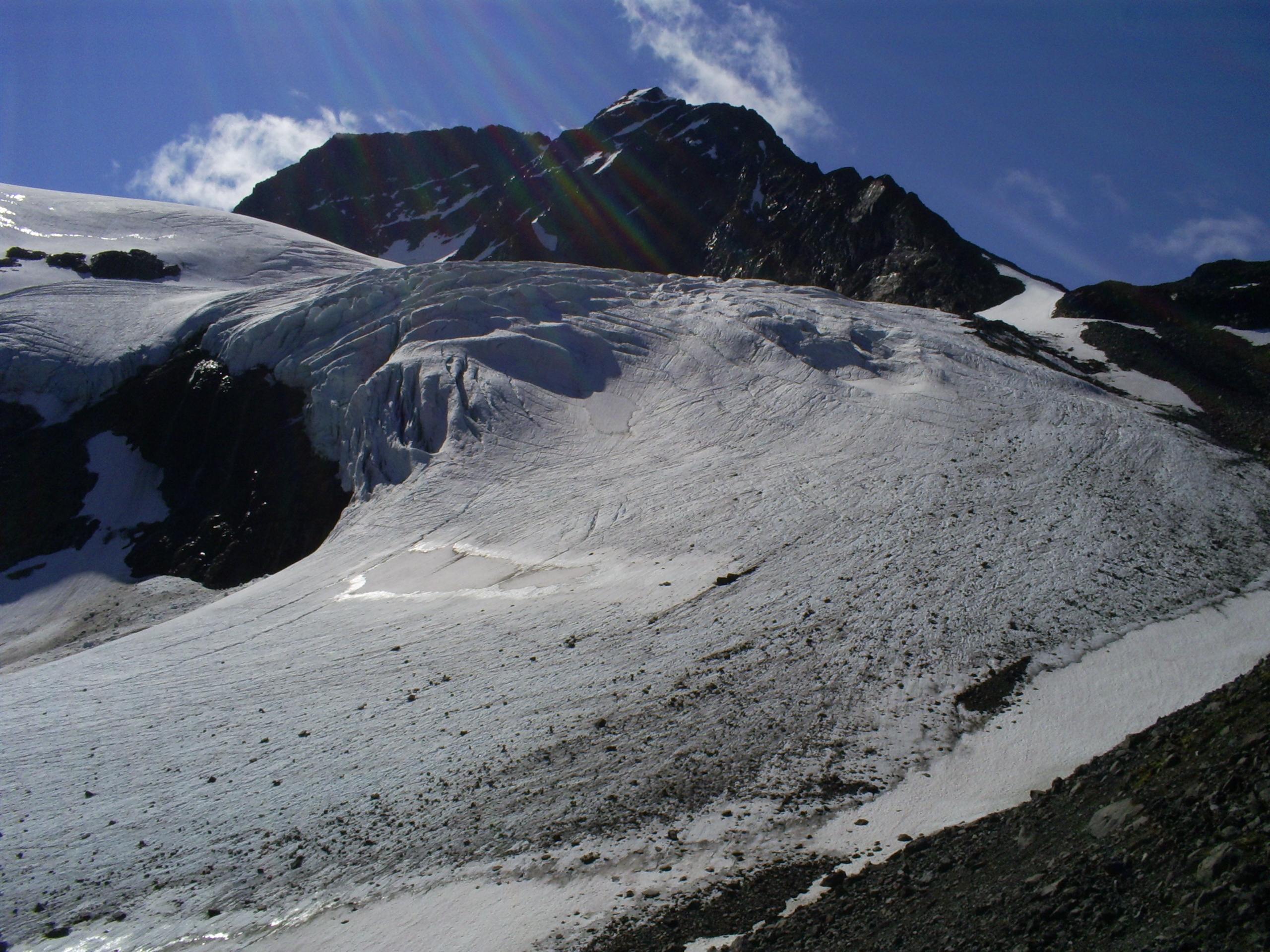
Kebnepakteglaciären

## Geografi
Jukkasjärvi socken ligger kring Torne älv och Torneträsk. Socknen är i öster en myrrik skogsbygd med lågfjäll och i väster finns högfjäll där Sveriges högsta höjd Kebnekaise når 2 121 meter över havet.

## Namnet
Namnet (1556 Juckes träsk) kommer från kyrkbyn och är taget från ett samisk namn också använt för sjön och som har en oklar tolkning.
Namnet skrevs vid folkräkningarna 1890 och 1900 Juckasjärvi socken och vid folkräkningen 1910 Jukkasjärvi socken.

## Befolkningsutveckling
| Befolkningsutvecklingen i Jukkasjärvi socken 1810–1990                                                                                 | Befolkningsutvecklingen i Jukkasjärvi socken 1810–1990 | Befolkningsutvecklingen i Jukkasjärvi socken 1810–1990 | Befolkningsutvecklingen i Jukkasjärvi socken 1810–1990 | Befolkningsutvecklingen i Jukkasjärvi socken 1810–1990 |
| --- | ------------------------------------------------------ | ------------------------------------------------------ | ------------------------------------------------------ | ------------------------------------------------------ |
| |                                                        |                                                        |                                                        |                                                        |
| År |                                                        |                                                        | Folkmängd                                              |                                                        |
| 1810 | 1810                                                   |                                                        | 965                                                    |                                                        |
| 1820 | 1820                                                   |                                                        | 953                                                    |                                                        |
| 1830 | 1830                                                   |                                                        | 1 097                                                  |                                                        |
| 1840 | 1840                                                   |                                                        | 1 250                                                  |                                                        |
| 1850 | 1850                                                   |                                                        | 1 462                                                  |                                                        |
| 1860 | 1860                                                   |                                                        | 1 750                                                  |                                                        |
| 1870 | 1870                                                   |                                                        | 1 783                                                  |                                                        |
| 1880 | 1880                                                   |                                                        | 1 973                                                  |                                                        |
| 1890 | 1890                                                   |                                                        | 2 256                                                  |                                                        |
| 1900 | 1900                                                   |                                                        | 3 048                                                  |                                                        |
| 1910 | 1910                                                   |                                                        | 11 530                                                 |                                                        |
| 1920 | 1920                                                   |                                                        | 13 601                                                 |                                                        |
| 1930 | 1930                                                   |                                                        | 18 575                                                 |                                                        |
| 1940 | 1940                                                   |                                                        | 18 205                                                 |                                                        |
| 1950 | 1950                                                   |                                                        | 19 023                                                 |                                                        |
| 1960 | 1960                                                   |                                                        | 26 748                                                 |                                                        |
| 1970 | 1970                                                   |                                                        | 29 330                                                 |                                                        |
| 1980 | 1980                                                   |                                                        | 28 536                                                 |                                                        |
| 1990 | 1990                                                   |                                                        | 24 843                                                 |                                                        |
| Anm: Tabellen inkluderar Vittangi. Källor: Umeå universitet - Tabellverket 1749-1859, Demografiska databasen, CEDAR, Umeå universitet. |                                                        |                                                        |                                                        |                                                        |

### Språk och etnicitet
Nedanstående siffror är tagna från SCB:s folkräkning 1900 och visar inte medborgarskap utan de som SCB ansåg vara av "finsk, svensk eller lapsk stam".
| Årtal | Svenskar | Finnar | Samer | Totalt |
| ----- | -------- | ------ | ----- | ------ |
| 1860  | 30       | 974    | 746   | 1 750  |
| 1870  | 56       | 1 090  | 637   | 1 783  |
| 1880  | 22       | 1 303  | 648   | 1 973  |
| 1890  | 55       | 1 565  | 636   | 2 256  |
| 1900  | 351      | 1 964  | 733   | 3 048  |